# Crow Tongue
Crow Tongue ist eine amerikanische Folkband, die 2006 von Timothy Renner in Pennsylvania gegründet wurde.

## Werdegang
Renner betrieb ab Mitte der 1990er Jahre die experimentelle Folkband Stone Breath, mit der er bereits einige Alben veröffentlicht hatte. Crow Tongue rief er ins Leben, nachdem er 2006 ein Album namens Hoofbeat, Caw, and Thunder aufgenommen hatte, das zwar inhaltlich den gleichen christlich-apokalyptischen Tenor wie sein Hauptprojekt aufwies, stilistisch aber nur partiell in den Folkkontext von Stone Breath passte. Renner schwebte ein hybrider Stil vor, der neben Folk- und Country-Elementen auch Einflüsse des Doom, des Reggae und arabischer Musik zuließ. Eine wichtige Rolle sollten dabei Rhythmen spielen.
Zunächst wurde mit diversen Drumcomputern und gesampelten Rhythmen experimentiert, bis der Schlagzeuger Æ Hoskin dazustieß und sowohl klassisches Schlagzeug als auch Handperkussion beisteuerte, die dem Gesamtbild eine rituellen, repetitiven Charakter verleihen. Neben dem perkussiven Element ist ein von Renner selbst gebautes Bass-Banjo stilprägend.

## Diskographie
- 2006: Hoofbreat, Caw, and Thunder
- 2007: Ditch Mix Volume 1 (EP)
- 2007: Ditch Mix Volume 2 (EP)
- 2008: Ghost Eye Seeker
- 2008: The Red Hand Mark
- 2008: Prophecies and Secrets
- 2008: Ditch Mix Volume 3 (EP)